# Nokia Mikro Mikko 1
Nokia Mikro Mikko 1 (Mikro Mikko 1) је био професионални рачунар фирме Nokia који је почео да се производи у Финској од 1984. године.
Користио је Intel 8085 као микропроцесор. RAM меморија рачунара је имала капацитет од 64 KB. 
Као оперативни систем кориштен је Nokia CP/M 2.2.

## Детаљни подаци
Детаљнији подаци о рачунару Mikro Mikko 1 су дати у табели испод.
|                       |                                                                                   |
| [ 1 ]                 |                                                                                   |
| Произвођач            |                                                                                   |
| Тип                   | професионални рачунар                                                             |
| Меморија              | 64 KB                                                                             |
| Поријекло             | Финска                                                                            |
| Година                | 1984                                                                              |
| Тастатура             | тастатура са пуним помаком тастера са функцијским тастерима и нумеричка тастатура |
| Процесор              |                                                                                   |
| Фреквенција процесора | 2                                                                                 |
| RAM                   | 64 KB                                                                             |
| ROM                   | 4 KB                                                                              |
| Текст                 | 80 x 25 (1 линија резервисана за системске поруке)                                |
| Графика               | 160 x 75, 800 x 327                                                               |
| Боја                  | једна боја                                                                        |
| Звук                  | мали звучник                                                                      |
| Димензије             | главна јединица: 324 x 340 x 215 / 13,4kg                                         |
| Портови               |                                                                                   |
| Оперативни систем     |                                                                                   |